# Joris Berckmans
Joris Frans Xaveer Berckmans (Lier, onbekend - aldaar, 7 juni 1694), heer van den Laethove van der Borcht, was een Vlaams schrijver. Hij was rentmeester en overdeken en later raad van Lakenhalle. In zijn geboorteplaats Lier werd hij in 1639 notaris en in 1669 schepen. Hij was prins der Rederijkerskamer de Ongheleerden, die over een periode van ongeveer vijftig jaar zo'n veertig van zijn stukken heeft opgevoerd.

## Voetnoten
1. ↑  biografie op DBNL.org
2. ↑  De rederijkerskamers in Brabant, DBNL